# هیره ژاژ
هیره ژاژ (به انگلیسی: thistle mite) یا هیره خاربن (نام علمی: Aceria anthocoptes) هیرهای است که در تیره خردکنه‌ایان قرار دارد. طول متوسط هیره ژاژ ۱۷۰ و عرض آن ۶۵ میکرومتر است.

## زیستگاه‌ها در آمریکا
- کالیفرنیا
- کلرادو
- دلاویر
- کانزاس
- مریلند
- مینه‌سوتا
- ایالت مونتانا
- نبراسکا
- داکوتای شمالی
- پنسیلوانیا
- داکوتای جنوبی
- ویرجینیا
- ویرجینیای غربی
- وایومینگ